# Häxor, läxor och dödliga lektioner
Häxor, läxor och dödliga lektioner (engelska: Heathers) är en amerikansk film från 1988.

## Handling
Veronica Sawyer (Winona Ryder) går i High School och håller ihop med tjejgänget Heathers: Heather Chandler (Kim Walker), Heather Duke (Shannen Doherty) och Heather McNamara (Lisanne Falk). Egentligen ogillar hon dem, särskilt ledaren Heather Chandler, men umgås med dem för att de är populära.
När så den rebelliske Jason Dean, "JD" (Christian Slater), börjar på skolan börjar hon umgås med honom och de inleder ett förhållande. Hon berättar för JD hur mycket hon egentligen avskyr 'Heather-gänget' och JD och Veronica bestämmer sig för att hämnas på Heather Chandler genom att bjuda henne på något äckligt när hon är bakfull. 
Problem uppstår dock eftersom Heather Chandler råkar dö, då föreslår JD att de skall mörklägga händelsen genom att få det att se ut som ett självmord. Motvilligt går Veronica med på detta.
På initiativ från JD iscensätts sedan ett "låtsassjälvmord" som också urartar i verkliga dödsfall, och Veronicas ursprungliga beundran för JD börjar övergå i fruktan. JD framstår mer och mer som en psykopat, och Veronica börjar förstå att de till synes oavsiktliga dödsfallen vid "låtsassjälvmorden" inte alls varit några olyckshändelser utan istället varit fullt medvetet planerade av JD redan från början.
Det hela är på väg att spåra ur fullständigt och JD beter sig mer och mer underligt. När så Veronica gör slut med honom föreslår han att de tillsammans skall spränga hela deras High School i luften och Veronica inser att hon måste ta situationen i egna händer och att det bara är hon själv och ingen annan som kan stoppa JD.

## Om filmen
Filmen, som hade premiär 1988, var inte speciellt framgångsrik på biograferna till en början, men efter att den kommit ut på VHS, och sedermera på DVD, nådde den snabbt kultstatus.
Även om grundhandlingen är baserad på välbekanta High School-miljöer från det svulstiga 1980-talet, och dessutom berör det tonårsångest-tema som var så vanligt i denna typ av filmer vid denna tid, så har den en mycket speciell form av svart humor där inget lämnats för heligt för att inte drivas med; mord, självmord och grov mobbning i High School-miljö.
Filmen har en ironisk och verklighetsfrämmande känsla över sig, där absurditeterna avlöser varandra så till den grad att betraktarens verklighetsförankring snart trubbats av och man därpå är beredd att acceptera att i stort sett vad som helst kan hända i filmen utan att det verkar alltför osannolikt. Detta är en mycket speciell berättarteknik som David Lynch och Mark Frost bara något år senare skulle föra till perfektion i TV-serien Twin Peaks.
Så pass knäpp och skruvad är filmen, att den lyckas med konststycket att få det fåtal karaktärer som faktiskt tycks vara någorlunda normala och vettiga människor att framstå som avvikande, eftersom det stora flertalet av karaktärerna är så väldigt överdrivna och osannolika.
Ett bra exempel på detta är läraren Pauline Fleming (spelad av Penelope Milford), som är den enda vuxna karaktären i filmen som tar "självmorden" på allvar och faktiskt försöker göra något åt situationen. Hon ses dock som skvatt galen av samtliga övriga karaktärer i filmen inklusive elever, föräldrar, rektor och annan personal på skolan eftersom dessa inte tycks reagera särskilt normalt/humant på alla dödsfallen utan snarare verkar hänga upp sig på smådetaljer runt omkring istället.
Till exempel så bekymrar sig rektorn på skolan inte nämnvärt över dödsfallen i sig, men oroar sig desto mer över att han inte kan stänga skolan efter Heather Chandlers död "eftersom hon inte var en Cheerleader". För om hon hade varit en Cheerleader, då hade rektorn kunnat skicka hem alla elever och all personal med gott samvete och sedan kunnat njuta av en ledig eftermiddag...

## Kuriosa
- Två av skådespelarna i filmen dog i relativt ung ålder; Kim Walker (som spelade Heather Chandler) avled i cancer år 2001 och Jeremy Applegate (som spelade plugghästen Peter Dawson) begick självmord år 2000.
- 2018 hade en nyinspelning av filmen premiär, fast i form av en TV-serie med namnet "Heathers". Grundhandlingen och huvudkaraktärerna (Veronica Sawyer, JD och de tre "Heathers") är dock desamma. Även denna gång återfinns Shannen Doherty i rollistan, fast denna gång spelar hon JD:s mamma.

## Rollista (i urval)
- Winona Ryder - Veronica Sawyer
- Christian Slater - Jason Dean, "JD"
- Kim Walker - Heather Chandler
- Shannen Doherty - Heather Duke
- Lisanne Falk - Heather McNamara
- Penelope Milford - Pauline Fleming
- Patrick Labyorteaux - Ram Sweeney
- Jeremy Applegate - Peter Dawson
- Phill Lewis - Dennis